# André Perrin (écrivain)
Pour les articles homonymes, voir André Perrin et Perrin.
Œuvres principales
Le Père
André Perrin, né le 8 août 1903 à Paris 19e et mort le 25 février 1979 à Paris 20e, est un écrivain français, lauréat du prix Renaudot.

## Biographie
André Perrin nait dans le quartier parisien de Belleville, dans une famille ouvrière. Son premier emploi est celui de coursier, à l'âge de 14 ans. Il est ensuite embauché comme secrétaire d'Henri Fabre, directeur du Journal du Peuple, ce qui l'amène au journalisme. Par la suite, il travaille au Matin puis à la Revue du mois où il tient la critique littéraire. Après la Seconde Guerre mondiale, il abandonne le journalisme et se consacre à l'écriture : il publie successivement Mario, L'Indifférent et Le Père, livre qui lui vaut le Prix Renaudot en 1956.

## Œuvres
- 1955 : L'Indifférent, éditions Julliard
- 1955 : Mario, éditions Julliard
- 1956 : Le Père, éditions Julliard — Prix Renaudot
- 1975 : Au moulin des heures, éditions Regain